# Doubravice (powiat Czeskie Budziejowice)
Doubravice – wieś i gmina w Czechach, w powiecie Czeskie Budziejowice, w kraju południowoczeskim. Według danych z dnia 1 stycznia 2013 liczyła 287 mieszkańców.